# Autonome Nationalisten

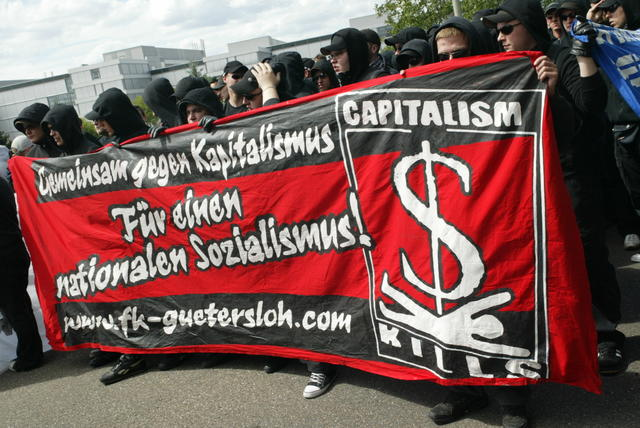
Autonomen Nationalisten cu un banner anticapitalist.

Autonome Nationalisten (în română Naționaliștii Autonomi) sunt neonaziști germani, britanici, olandezi și flamanzi care au adoptat tehnici de organizare (activism autonom), tactici de demonstrație (black bloc), simbolism și îmbrăcăminte specifice extremei stângi și mișcărilor antifasciste⁠(d). Grupuri asemănătoare au apărut în unele țări din Europa Centrală și de Est: Polonia (2009), Republica Cehă, Ucraina, România și Grecia. 

## Istoric
Originea fenomenului Autonome Nationalisten poate fi regăsit în mișcările „Freie Nationaliste" (Naționaliștii Liber), "Freie Kräfte" și "Freie Kameradschaften" dezvoltate sub egida Partidului Național Democrat al Germaniei spre finalul anilor 1980. Ca urmare a acțiunilor oamenilor legii după reunificare și a noilor legi în baza cărora numeroase mișcări au fost interzise (i.e. „Deutsche Alternative”, „Nationalistische Front”, „Freiheitliche Deutsche Arbeiterpartei” etc.), majoritatea grupurilor de extremă dreapta s-au împărțit în grupuri „naționaliste autonome” formate din 5-20 de membri. Spre deosebire de vechile mișcări, aceștia au înlocuit întâlnirile clasice cu organizarea prin intermediul internetului sau prin telefon. Grupurile locale formează rețele în regiunile proprii pentru a-și coordona acțiunile. În 2008, numărul naționaliștilor autonomi din Germania era estimat la aproximativ 400 de persoane, 1% din neonaziștii țării. Biroul Federal pentru Protejarea Constituției⁠(d) din această țară estimează că numărul celor care iau parte la astfel de activități se ridică la 40.000 (2008). Conform Southern Poverty Law Center (SPLC), în 2001 existau 75 de organizații de extremă dreapta în Germania care cuprindeau 50.000 de membri.
Apariția Autonome Nationalisten a reprezentat un punct de cotitură în interiorul extremei drepte germane⁠(d) din două motive: o parte din vechii activiști se împotriveau tehnicilor „de stânga” utilizate de către aceștia, iar NPD considera că acțiunile acestora vor periclita eforturile partidului de a ajunge pe scena politică germană. Concomitent, Autonome Nationalisten simpatizează cu cauzele extremismului islamic⁠(d) (i.e. Hezbollah și Hamas) pe motiv că aceștia se împotrivesc sionismului și imperialismului american⁠(d). Aceleași controverse au apărut și în cadrul extremei drepte poloneze.
Naționaliștii autonomi au ajuns în atenția publicului începând din 2003-2004 și sunt considerați astăzi cea mai violentă fracțiuni a extremei drepte europene. Totuși, conform lui Miroslav Mareš, activitățile acestora sunt până în momentul de față destul de limitate.